# Erna Patzelt
Erna Patzelt (geboren 29. Oktober 1894 in Wien, Österreich-Ungarn; gestorben 9. März 1987 ebenda) war eine österreichische Historikerin.

## Leben
Patzelt wurde 1894 als Tochter eines Journalisten und einer aus Pommern stammenden Gutsbesitzerstochter, die sich in Schul- und Frauenvereinen engagierte, geboren. 1912 absolvierte sie die Matura an der Staatsrealschule in Hietzing. Nachdem sie die Ergänzungsprüfungen für die die Gymnasialmatura abgelegt hatte, nahm sie 1913 ein Geschichts-, Anglistik- und Germanistikstudium an der Universität Wien auf, das sie 1918 mit einer sprachwissenschaftlichen Dissertation abschloss. Ihre Lehrer waren Max Hermann Jellinek und Karl Luick. Sie arbeitete zunächst als Lektorin an der deutschen Botschaft in Wien, wo sie bald die Presseabteilung übernahm. Bei zwei Reisen nach Schweden vertiefte sie ihre Kenntnisse der skandinavischen Sprachen und Kultur.
Der Historiker Alfons Dopsch bot ihr 1922 eine Stelle als Assistentin an seinem neu eingerichteten Seminar für Wirtschafts- und Kulturgeschichte an der Universität Wien an. Erna Patzelt habilitierte sich 1925 als erste österreichische Historikerin bei Dopsch mit einer Schrift über die Karolingische Renaissance und erhielt daraufhin vom österreichischen Bundesministerium für Unterricht die Venia für die Geschichte des Mittelalters und Wirtschaftsgeschichte.
1932 erhielt sie den Titel eines Außerordentlichen Universitätsprofessors verliehen (weibliche Endungen bei Titeln waren damals nicht üblich). 1936 wurde das von Dopsch begründete Seminar mit seiner Emeritierung aufgelöst und als Abteilung in das Historische Seminar übernommen. 1938 verlängerte die Universität Wien ihre Anstellung nicht mehr, sie erhielt in der Folge lediglich einzelne Lehraufträge. Ein Antrag auf eine außerplanmäßige Professur scheiterte 1940, ein Jahr später erhielt sie jedoch eine Dozentur.
Patzelt hatte 1938 die Aufnahme in die NSDAP beantragt, allerdings dann auf die Mitgliedschaft 1941 verzichtet. 1945 mussten sich alle vier ordentlichen Professoren des historischen Instituts der Universität Wien der Entnazifizierung unterziehen, drei von ihnen wurden anschließend in den vorzeitigen Ruhestand versetzt. Patzelt, die rasch als „unbelastet“ eingestuft wurde, nutzte die damit entstandenen Möglichkeiten und begründete das Seminar für Wirtschafts- und Kulturgeschichte an der Universität Wien neu. Sie erhielt allerdings lediglich eine Anstellung als Oberassistent. 1959 ging Patzelt in den Ruhestand. Sie publizierte noch bis Anfang der 1980er Jahre Arbeiten und verstarb 1987 in ihrer Heimatstadt.

## Wissenschaftliches Wirken
Patzelt verfolgte entsprechend den Ansätzen ihres Lehrers Dopsch eine bewusst an kultur- und wirtschaftsgeschichtlichen Fragen orientierte und auch soziale und rechtshistorische Aspekte berücksichtigende Herangehensweise, die sich bewusst von der traditionellen, an politischer Geschichte orientierten Arbeit des bis dahin an der Wiener Universität dominierenden Instituts für Österreichische Geschichtsforschung unterschied. Wesentlich war ihr Interesse an universalhistorischer Erkenntnis, sie bevorzugte eine analytische und auf Interpretationen setzende Vorgehensweise gegenüber eher rein narrativen Ansätzen. Dies wird bereits in ihrem ersten größeren Werk zur karolingischen Renaissance deutlich. Sie stellte diesen Begriff teilweise in Frage und sah vielmehr größere Kontinuitäten von der Spätantike über die Merowinger bis zu den Karolingern.
Mit ihrer Arbeit über das Frankenreich und den Islam schaltete sich Patzelt in die Kontroverse um die vom belgischen Historiker Henri Pirenne entwickelten Pirenne-These zum Übergang von der Spätantike ins Frühmittelalter und den Einfluss der Islamischen Expansion ein. Sie lehnte Pirennes Thesen vehement ab und verwies auf die gegenseitige Befruchtung und die kontinuierlichen Kontakte zwischen der abendländischen Welt und den vom Islam eroberten Bereichen des Mittelmeers, die Pirennes These der zerstörerischen Wirkung der islamischen Expansion auf die einheitliche antike Welt rund um das Mittelmeer entgegenstehen. Diese wie auch weitere Arbeiten sind in ihrer Vorgehensweise mit der Methodik der französischen Annales-Schule vergleichbar, zu der Patzelt über ihren Lehrer Dopsch Zugang hatte.

## Zitat
„Seit dem Erscheinen des Buches von Erna Patzelt 1924 verbindet sich mit dem Zeitalter Karls des Großen die «Karolingische Renaissance» als bewusste Wiederbelebung des klassischen Altertums, der im 10. und 12. Jahrhundert weitere Erneuerungsbewegungen als Vorläufer der eigentlichen  «Renaissance» des 14. und 15. Jahrhunderts folgten.“

## Schriften (Auswahl)
- 1. Auflage: Die karolingische Renaissance. Beiträge zur Geschichte der Kultur des frühen Mittelalter. (= Historische Reihe der „Deutschen Kultur“, 1. Band). ZDB-ID 1216016-7. Österreichischer Schulbücherverlag, Wien 1924.
- 2. Auflage: Die karolingische Renaissance. Beiträge zur Geschichte der Kultur des frühen Mittelalters. Ergänzt um ein Gesamtregister und einige Abbildungen.[3] Zusammen mit Cyrille Vogel: La reforme culturelle sous Pépin le Bref et sous Charlemangen. Akademische Druck- und Verlagsanstalt, Graz 1965.
- Entstehung und Charakter der Weistümer in Österreich. Beiträge zur Geschichte der Grundherrschaft, Urbarialreform und Bauernschutzgesetzgebung vor Maria Theresia. Eligius, Budapest 1924.
- Die fränkische Kultur und der Islam. Mit besonderer Berücksichtigung der nordischen Entwicklung. Eine universalhistorische Studie (= Veröffentlichungen des Seminars für Wirtschafts- und Kulturgeschichte an der Universität Wien. 4, ZDB-ID 568235-6). Rudolf Rohrer, Baden u. a. 1932, (2., verbesserte Auflage. Scientia, Aalen 1974, ISBN 3-511-06934-3).
- Österreich bis zum Ausgang der Babenbergerzeit (= Bellaria-Bücherei. 5 a/b, ZDB-ID 2295318-8). Bellaria, Wien 1946, (2., verbesserte Auflage. Scientia, Aalen 1974, ISBN 3-511-00798-4).
- mit Herbert Patzelt: Schiffe machen Geschichte. Beiträge zur Kulturentwicklung im vorchristlichen Schweden. Böhlau, Wien u. a. 1981, ISBN 3-205-07157-3.